# Leslie Voltaire
Leslie Voltaire (Port-au-Prince, 11 luglio 1949) è un politico haitiano,che è stato presidente del Consiglio presidenziale di transizione dal 7 ottobre 2024 al 7 marzo 2025. In precedenza ha prestato servizio nelle amministrazioni di Jean-Bertrand Aristide e René Préval ed è stato candidato alla presidenza nelle elezioni del 2010.

## Primi anni di vita e istruzione
Voltaire è nato l'11 luglio 1949 a Port-au-Prince, Haiti. Parla fluentemente inglese, francese, spagnolo e creolo haitiano. Ha frequentato il Petit Séminaire Collège Saint-Martial a Port-au-Prince e in seguito ha studiato presso l'Università nazionale autonoma del Messico, dove ha conseguito una laurea in architettura, e l'Università Cornell negli Stati Uniti, dove ha conseguito un master in pianificazione urbana e regionale. Alla Cornell, è stato uno studioso Fulbright.

## Carriera
Voltaire divenne architetto e urbanista, maturando oltre 40 anni di esperienza. Contribuì allo sviluppo di diversi progetti su larga scala, tra cui un piano generale per un complesso residenziale a basso costo che fu costruito a Port-au-Prince e fu consulente nella costruzione di un'accademia di calcio. Per 15 anni, fu professore di architettura presso l'Università statale di Haiti .
Voltaire era amico del presidente haitiano Jean-Claude Duvalier. Voltaire, che divenne membro del partito politico Fanmi Lavalas, entrò in politica nel 1990 quando fu nominato consigliere di Stato, e un anno dopo fu nominato dal presidente Jean-Bertrand Aristide come Ministro dell'Istruzione Nazionale e Ministro dello Sport. Divenne capo dello staff di Aristide nel 1995, poi rimase nel governo nell'amministrazione di René Préval, venendo nominato consigliere per le infrastrutture nel 1996. Nel 2001, divenne Ministro degli haitiani che vivono all'estero. Fu autore della legge Voltaire, che migliorò i diritti economici per la diaspora haitiana. Voltaire fu inviato speciale alle Nazioni Unite (ONU) nel 2009, lavorando con l'ex presidente degli Stati Uniti Bill Clinton.
Nel 2010, Voltaire fu una figura di spicco nell'aiutare a ricostruire Haiti dopo un forte terremoto. Si candidò alla presidenza nelle elezioni generali haitiane del 2010 sotto il partito Ansanm Nou Fò, ricevendo 16.199 voti, l'1,59% dell'elettorato, nonostante ci fossero accuse di frode elettorale. In seguito, rimase consigliere del partito Lavalas e in seguito divenne membro del consiglio esecutivo dell'Accordo del Montana.

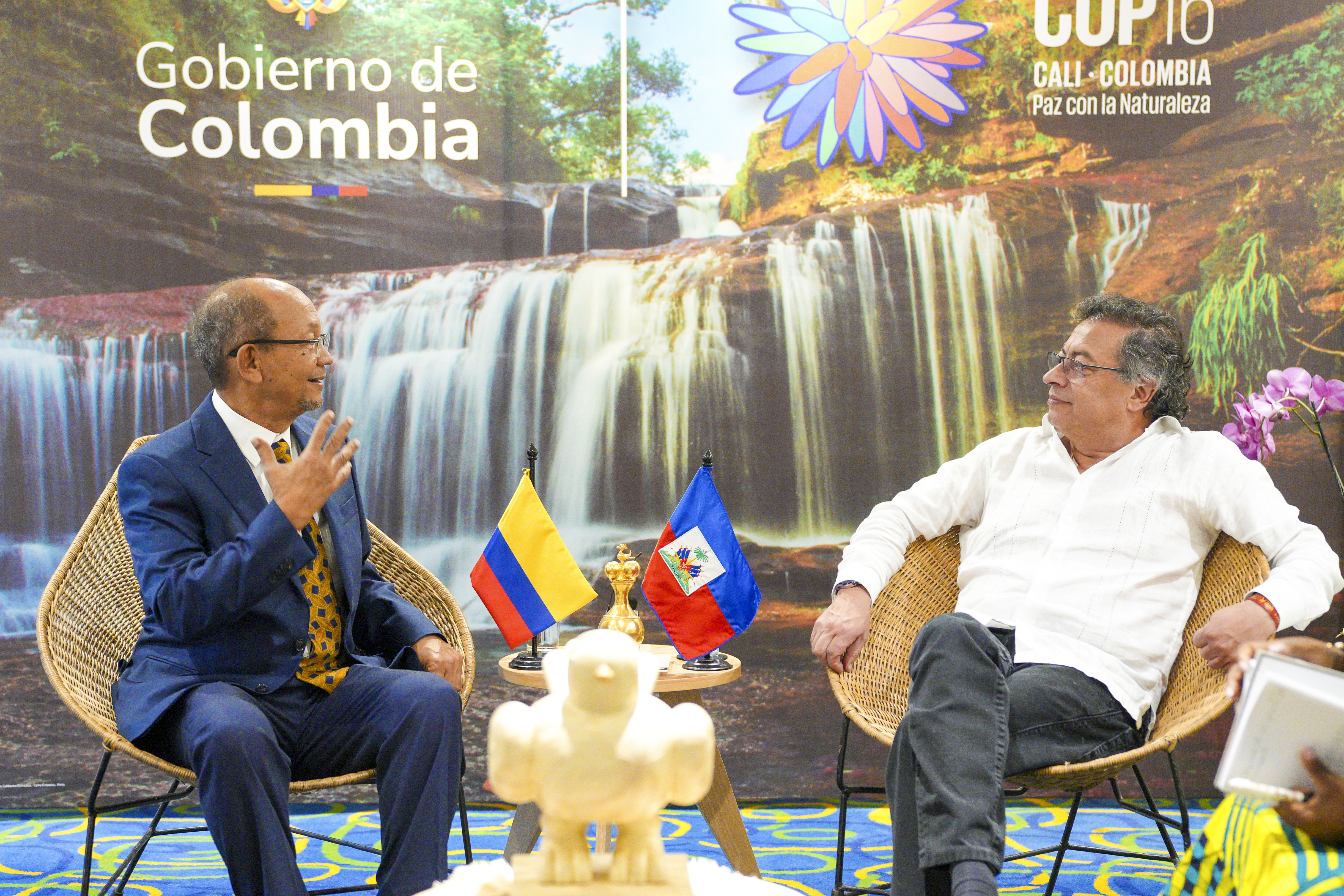
Leslie Voltaire in un'intervista al presidente colombiano Gustavo Petro.

Nel 2024, Voltaire è stato nominato nel Consiglio presidenziale di transizione, l'organismo che funge temporaneamente da capo di Stato di Haiti, come uno dei sette membri, entrando in carica il 25 aprile 2024. Come parte di una leadership a rotazione dell'organismo, Voltaire è succeduto a Edgard Leblanc Fils il 7 ottobre 2024, con un mandato che sarebbe scaduto il 7 marzo 2025. Lo stesso giorno, una nuova risoluzione del Consiglio presidenziale di transizione ha stabilito una nuova rotazione. Leblanc Fils sarà sostituito da Leslie Voltaire, poi da Fritz Jean e infine da Laurent Saint-Cyr. Ha assunto la presidenza in un momento in cui diversi membri del consiglio erano oggetto di accuse di corruzione. Infatti, l'Ufficio anticorruzione accusò Gilles, Vertillaire e Augustin di corruzione. Mentre Claude Joseph chiese le dimissioni di Augustin, il gruppo di Gilles accettò di sostituirlo. Successivamente. il leader uscente Leblanc Fils, si è rifiutato di firmare il decreto che ratificava Voltaire come presidente e non partecipò alla sua cerimonia di investitura. Il suo mandato terminò il 7 marzo 2025.

## Vita privata
Voltaire è sposato e ha tre figli.